# (7363) Esquibel
(7363) Esquibel (1996 FA1) – planetoida z pasa głównego asteroid okrążająca Słońce w ciągu 4,58 lat w średniej odległości 2,76 j.a. Odkryta 18 marca 1996 roku.